# Mari
För kvinnonamnet, se Marie. För den ryska delrepubliken, se Marij El. För språket, se mariska.
För andra betydelser, se Mari (olika betydelser).

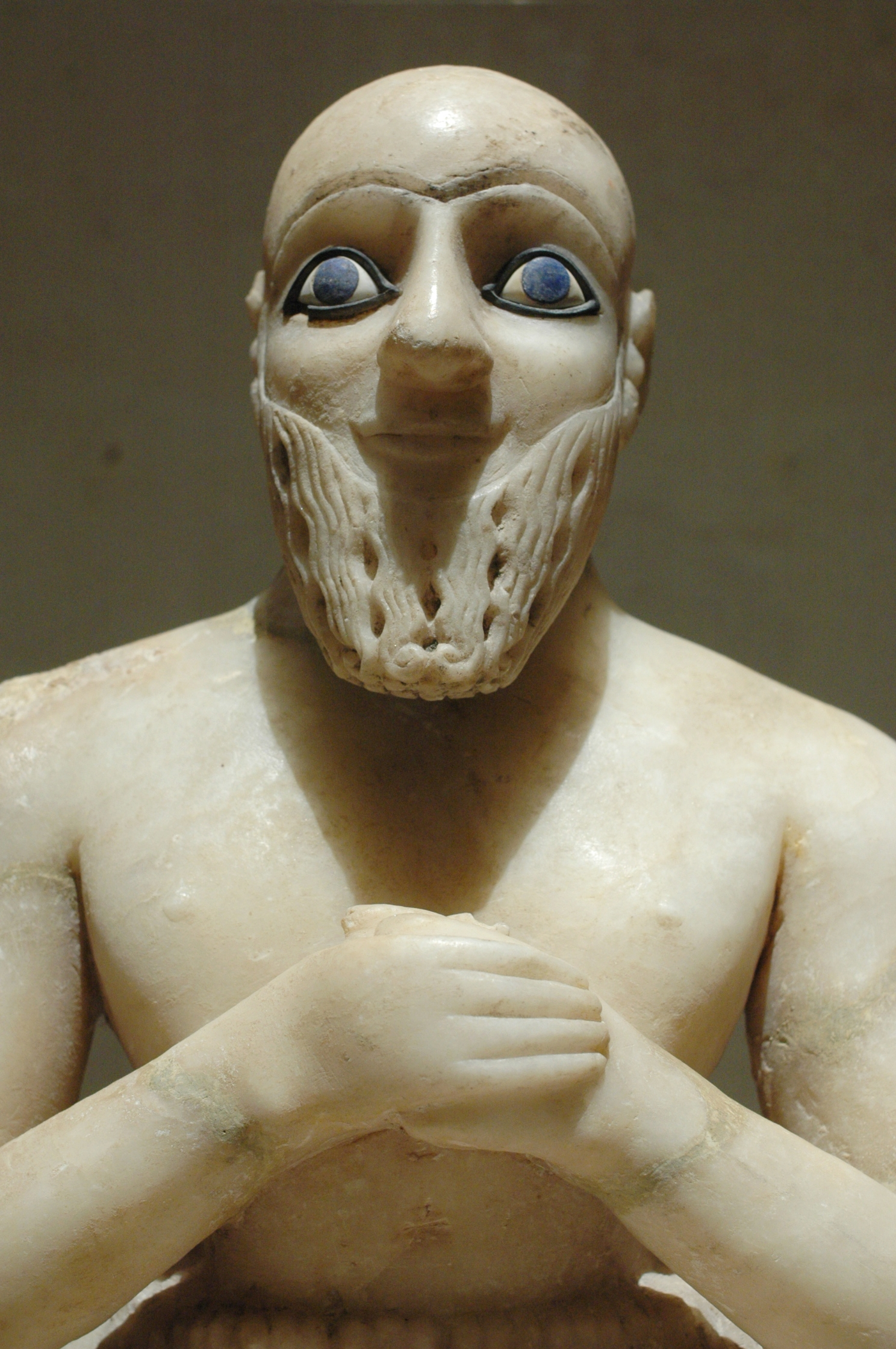
Staty från Mari

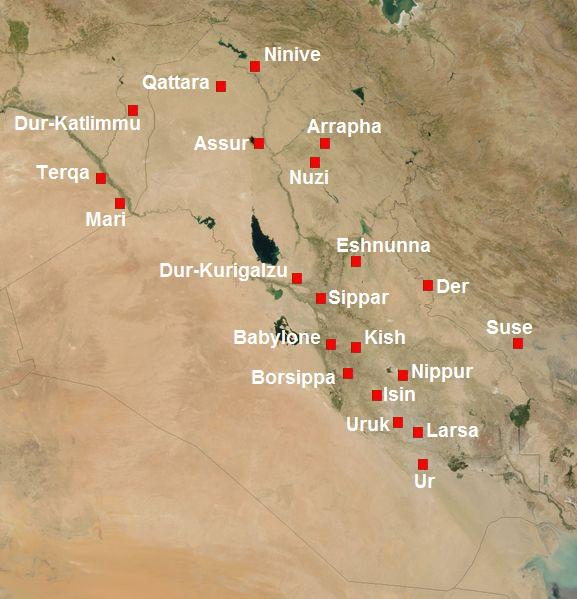
Mesopotamien 1000-talet f.Kr.

Mari var en forntida stad vid floden Eufrat i nuvarande Syrien. Platsens nuvarande namn är Tell Hariri.
Mari var maktcentrum för ett mäktigt rike från cirka 2900 f.Kr. till cirka 1761 f.Kr. Under den tidiga bronsåldern uppstod där en stadsstat som genom sitt läge kunde behärska handelsvägarna norrut och söderut längs floddalen utmed Eufrat och Khabur. Staden erövrades omkring 2300 f.Kr. av Sargon av Akkad och förstördes.
En ny amoritisk dynasti kom till makten omkring 1900 f.Kr. Mari underkuvade de andra stadsstaterna i Khaburs och mellersta Eufrats floddalar. Omkring 1800 f.Kr. regerades riket av Yahdun-Lim som kom i konflikt med Assyriens nya härskare Shamshi-Adad I. Mari förlorade sitt territorium till assyrierna och Yahdun-Lim dödades. Hans son Zimri-Lim sändes i exil till Halab (Aleppo). Istället utsåg Shamshi-Adad sin son Yasmah-Adad till kung i Mari. Yasmah-Adad regerade till sin fars död då han störtades. Zimri-Lim kallades hem och besteg tronen i ett oberoende Mari. Zimri-Lim allierade sig med Hammurabi av Babylon mot en assyrisk allians. När Hammurabi slagit sina fiender i söder och öster vände han sig dock mot sin forna allierade Zimri-Lim och besegrade honom. Staden förstördes av babylonierna på 1700-talet f.Kr. och kom aldrig att uppstå igen.

## Historia

### Första kungadömet.
Mari verkar inte ha varit en by som sedan växte till en stad utan staden verkar istället ha grundats med syfte att kontrollera handeln mellan Levanten och Sumer längs Eufratfloden. Mari uppfördes mellan en och två kilometer från Eufrat för att skydda staden från översvämningar och utgrävda kanaler förband Mari med Eufrat. Dessa kanaler användes troligtvis för att transportera handelsvaror.
Mari omgärdades av en vall som skyddade staden mot översvämningar. Innanför vallen låg cirka 300 meter av trädgårdar och verkstäder följt av en inre stadsmur som var mellan 8 och 10 meter hög och förstärkt med torn. Det fanns åtminstone en stadsport och en gata från stadens centrum ledde direkt till porten. Innanför stadsmuren låg även bostadshusen. I centrala Mari fanns en kulle på vilken någon form av administrativ byggnad stod. Inga tempelrester från perioden har hittats i Mari. Cirka 2550 f.Kr. övergavs Mari av okänd anledning.

### Andra kungadömet.
På 2400-talet f.Kr. återbefolkades Mari och staden restaurerades. Inre muren förblev densamma men den yttre vallen förstärktes med en två meter tjock mur. Stadens centrala kulle byggdes ut och hela staden sluttade nu svagt ut mot de inre murarna vilket gjorde att regnvatten lätt kunde rinna bort. Den tidigare administrativa byggnaden i mitten av Mari byggdes om till palats som även tjänade som tempel. 6 andra mindre tempel uppfördes även runt om i staden. under andra kungadömet verkar Mari ha varit en mäktig stat med stort politiskt inflytande. Kungarna av Mari kallade sig liksom kungarna av Sumer för "Lugal".

#### Mari-Ebla kriget.
I ett brev skickat av kung Enna-Dagan av Mari till kung Irkab-Damu av Ebla cirka 2350 f.Kr. i syfte att utkräva tribut från denne berättar Enna-Dagan om sina förfäder och deras stora militära segrar. Genom brevet framgår att Mari och Ebla var långvariga rivaler och att de stridit flera gånger mot varandra. Den första kung Enna-Dagan nämner är Ansud som skall ha stridit mot Ebla och erövrat många av dess städer, inklusive ett område som kallas Belan. Nästa kung är Sa'umu som erövrat två stater vid namn Ra'ak och Nirum. Brevet nämner även att kung Išhtup-Išar av Mari erövrat och bränt staden Emar och slutligen att kung Igrish-Halam av Ebla till slut gått med på att betala tribut till kung Iblul-Il av Mari. Det är detta tributavtal som Enna-Dagan nu påkallar och brevet verkar ha lyckats få Ebla att betala tribut under en period. Brevet i sig är svårtytt och forskare är oense om dess översättning.
Irkab-Damu lyckas senare under sin tid på tronen besegra Mari i ett slag och Elba slutade därefter betala tribut. Mari hämtade sig från sitt nederlag och invaderade Elbas allierade Nagar och lyckades skära av Elbas handelsrutter. Kriget nådde sitt klimax i och med att Ebla och Nagar slöt en allians med Kish och de tre staterna besegrade Mari i ett slag vid Terqa. Elba själv kom dock att gå under för första gången cirka 2300 f.Kr., några år efter segern över Mari. Anledningen till Eblas undergång är osäker men tros vara på grund av sumerer, akkader eller att Mari tar ut hämnd. En teori är även att staden drabbas av naturkatastrof. 
Ungefär ett årtionde efter slaget vid Terqa invaderades Mari av Sargon av Akkad och staden plundrades och brändes.

### Tredje kungadömet.
Efter Sargons plundring av Mari var staden övergiven i cirka 30 år tills den akkadiske kungen Manishtushu beslutade att återbefolka staden. En guvernör "Shakkanakku" tillsattes och staden stod under direkt akkadisk kontroll.

#### Shakkanakku-dynastin
Ididish blev den förste guvernören av Mari och tillsattes runt 2266 f.Kr. Han skall ha varit guvernör i 60 år och efterträddes av sin son vilket visar att posten som guvernör var ärftlig. Vilka som tjänade som Shakkanakku under akkadiska imperiet är oklart men en namngiven  Ishtup-Ilum skall ha uppfört nya tempel i Mari.  När det akkadiska imperiet började kollapsa under Shar-Kali-Sharri gjorde sig Mari självständigt. Dock fortsatte ledarna att kalla sig för Shakkanakku men i korrespondens med andra stater använde de sig ibland av titeln "lugal" (kung). Shakkanakku-dynastin tog slut av okänd anledning men ersattes snabbt av en annan dynasti. Övergången till den nya dynastin skall ha skett under andra halvan av 1900-talet f.Kr., denna dynasti är okänd.

#### Lim-dynastin
År 1830 f.Kr. föll Mari till amoritiska stammar som under perioden expanderade sina territorium i Mesopotamien. En amoritisk hövding vid namn Yaggid-Lim kröntes till kung av Mari och grundade därmed Lim-dynastin. Yaggid-Lim allierade sig med Ila-kabkabu av Ekallatum men deras relation verkar snabbt ha försämrats och de två rikena hamnade i krig med varandra. Ila-kabkabu tillfångatog Yaggid-Lims son Yahdun-Lim men dog strax efteråt och Yaggid-Lim mördades av sina egna tjänare. I och med detta kröntes Yahdun-Lim till kung av Mari kring 1820 f.Kr.. Yahdun-Lim var under sina första år på tronen upptagen med att besegra rebelliska stammar i Mari-riket. Han lät sedan bättra på murarna vid Mari samt vid Terqa och uppförde ett nytt fort som döptes till Dur-Yahdun-Lim. Efter att ha befäst sitt rike skall Yahdud-Lim ha expanderat Mari västerut och enligt skrivna källor skall han ha nått Medelhavet innan han tvingades vända tillbaka då Banu-Yamina nomader i Tuttul gjorde uppror mot honom. Dessa nomader stöddes av kung Sumu-Epuh av Yahad då han kände att hans rike hotades av en allians som slutits mellan Yahdud-Lim och den sumeriska staten Eshnunna. Yahdud-Lim besegrade Yaminafolket och öppet krig med Yahad undveks. Istället fick Yahdud-Lim ett nytt problem att hantera.  Shamshi-Adad I (son till Ila-kabkabu som tidigare hållit Yahdud-Lim fången och stridit mot Yahdud-Lims far) hade blivit kung av Assyrien och riket började nu göra intrång på Maris territorium. Kriget mellan Mari och Assyrien slutade i nederlag för Mari och Yahdud-Lim mördades cirka 1798 f.Kr., möjligen av sin egen son Sumu-Yamam. Sumu-Yamam kom att härska över Mari i två år innan han själv mördades. Vid hans död var den assyriska armén under Shamshi-Adad på väg mot själva staden Mari och de intog den staden utan motstånd.

#### Assyriska eran och Lim-dynastins återkomst.
Shamshi-Adad tillsatte sin son Yasmah-Adad som kung av Mari och gjorde Yahdun-Lims dotter till hans fru. Han utmålade sedan Lim-familjen som syndig för att rättfärdiga sin ätts övertagande av Maris tron. Resten av Lim-dynastin hade innan den assyriska erövringen flytt till Yahad där kung Yarim-Lim (ej släkt med Lim-dynastin av Mari) då styrde. Yarim-Lim började omedelbart stödja Zimri-Lim som utsetts till stamhövding av Banu-Simaal-stammen och vars far var Yahdun-Lim. Zimri-Lim var nu den rättmätiga arvingen till Maris tron.
Shamshi-Adad insåg hotet som Yahad utgjorde och han såg därmed till att hans son Yasmah-Adad gifte sig med prinsessan Betlum som var dotter till kungen av Qatna i förhoppningen om att därmed få en ny allierad. Yasmah-Adad försummade dock Betlum och behandlade henne illa vilket ledde till en politisk kris mellan Assyrien och Qatna. Yasmah-Adad visade sig även vara en oduglig ledare som ofta gjorde sin far rasande och när Shamshi-Adad dog cirka 1776 f.Kr. invaderade Zimri-Lim Mari med stöd av trupper från Yahad.  Yasmah-Adad flydde från Mari och Zimri-Lim tog tronen som konung. Han gifte sig sedan med Yarim-Lims dotter Shibtu. Allt detta under samma år som Shamshi-Adad dött. Zimri-Lim inledde sin tid på tronen med en ny kampanj mot Banu-Yamina stammen som än en gång gjort uppror. Kampanjen lyckades och Zimri-Lim inledde nya allianser med Eshnunna och Babylon som nu styrdes av Hammurabi. Zimri-Lim sände soldater som stred vid babyloniernas sida i rikets olika krig och började själv expandera Maris territorium norrut. Han besegrade där flera småkungadömen såsom Urkesh och Talhayum och gjorde dessa till vasallstater. Qarni-Lim (än en gång ej släkt med Lim-dynastin av Mari), kung av Andarig, lyckades under en kort period mota bort de mariska trupperna men besegrades slutligen och territoriet hade vid 1771 f.Kr. helt säkrats av Mari. En period av fred inleddes nu och Mari blomstrade. Zimri-Lim lät under denna period renovera det kungliga palatset.
Cirka 1765 f.Kr. började relationen mellan Mari och Babylon bryta ihop. Båda rikena låg i gemensamt krig med Elam men en konflikt hade uppstått om vilket rike som härskade över staden Heet. Långa förhandlingar hölls om vad som skulle göras men när kriget mot Elam var slut vände sig Babylon mot Mari och invaderade riket. Cirka 1761 f.Kr. skedde ett slag där Hammurabi besegrade Zimri-Lim och Zimri-Lim stupade i striden vilket innebar slutet för Lim-dynastin. Mari erövrades av babylonierna och Terqa förklarade sig självständigt och blev ett litet kungarike vid namn Hana.

### Efter tredje kungariket.
Staden Mari hade inte förstörts av de babyloniska trupperna och staden gjorde uppror mot Babylon cirka 1759 f.Kr. Upproret krossades av Hammurabi som sedan plundrade och brände ned staden. Efter att ha förstört Mari tillät Hammurabi den överlevande befolkningen att bygga en liten by på den plats där Mari en gång stått. Byn var under direkt babylonisk kontroll och Hammurabi skall ha sett detta som en barmhärtig gärning. mellan 1243 och 1207 f.Kr. erövrades den lilla byn Mari av assyriska riket under kung Tukulti-Ninurta I. Efter detta bytte Mari hand mellan Assyrien och Babylonien flera gånger. På tidigt 1000-tal f.Kr. föll Mari för en kort period till kungadömet Hana men erövrades sedan igen av det neo-assyriska imperiet. År 760 f.Kr. hade assyrierna än en gång förlorat kontroll över området men kung Ashur-dan III av Assyrien började använda sig av titeln "Kung av Suhu och Mari". Troligen var titeln menad att anspela på det historiska riket Mari och inte på den lilla byn Mari som inte ens låg i riket längre.
Mari fortsatte att existera som ett mindre samhälle fram till den seleukidiska eran. Efter detta omnämns inte byn mer.

## Arkeologi
Tell Hariri, det forna Mari, är en välbevarad fyndplats tack vare att staden övergavs så tidigt i historien och förblev orörd. Arkeologiska utgrävningar började på 1930-talet av fransmannen André Parrot. Man har grävt ut ett stort palats och flera tempel. Bland fynden fanns flera välgjorda statyer och väggmålningar, vilka numera finns på Louvren i Paris. Det viktigaste fyndet var dock det omfattade arkiv som tillhörde palatset. Översättningen av dessa texter skrivna på 25 000 lertavlor med kilskrift har visat hur palatsets administration fungerade. Maris omvälvande politiska historia har även kunnat rekonstruerats tack vare arkivet.